# JobServe Community Stadium
Das JobServe Community Stadium ist ein Fußballstadion in Colchester, England. Es ist die Heimat des Fußballclubs Colchester United und wurde im Juli 2008 fertiggestellt. Eröffnet wurde die Spielstätte unter dem Namen Colchester Community Stadium. Für jährlich 2 Mio. £ (inklusive Trikotwerbung) wurde die Immobiliengesellschaft Weston Houses zur Saison 2008/09 Namenssponsor des Stadions. Nach zehn Jahren endete die Zusammenarbeit und die Jobbörse JobServe Ltd. wurde neuer Namensgeber. Der Vertrag hat ebenfalls eine Laufzeit von zehn Jahren. Dies gab der Verein und der Sponsor am 1. Juni 2018 bekannt.

## Geschichte

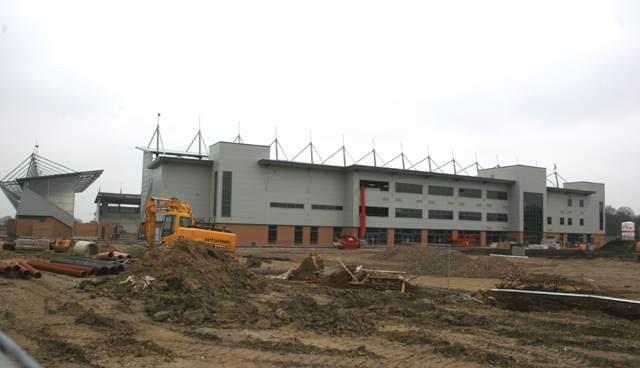
Das Stadion kurz vor der Fertigstellung (April 2008)

Nachdem im März 2006 die Baugenehmigung erteilt wurde, begannen im Juli 2007 die Bauarbeiten und innerhalb eines Jahres wurde der Bau von dem Bauunternehmen Barr Construction fertiggestellt. Er ersetzte das Layer Road Stadium, in dem der Verein seit 1937 spielte. Das erste Spiel im neuen Stadion bestritten Colchester United und Athletic Bilbao am 4. August 2008; die Partie endete mit einer 1:2-Niederlage der Hausherren. Insgesamt fasst das Stadion 10.083 Zuschauer. Der Zuschauerrekord stammt vom 16. Januar 2010, als Colchester United gegen Norwich City (0:5) in der Football League One antrat. Das Stadion war mit 10.064 Besuchern gefüllt. Um den Bau stehen 700 Parkplätze für die Besucher bereit.
Das Stadion besitzt vier überdachte Sitzplatztribünen. Die Haupttribüne im Westen ist der größte Rang der Sportstätte und auf ihr sind u. a. 24 V.I.P.-Logen, die Pressetribüne, behindertengerechte Plätze, das Vereinsbüro, eine Kartenverkaufsstelle und der Club-Shop untergebracht. In den Logen, zusammen mit der Layer Suite und der Centennial Suite, können an Spieltagen bis zu 400 Essen serviert werden. Die Nordtribüne ist zu einem Teil für die Gästefans vorgesehen und auch hier finden behinderte Besucher Plätze. Die Gegentribüne im Osten ist der beliebteste Rang und wird gerne von Familien genutzt. Die Stadion-Kontrollzentrale der Polizei liegt auf der Südtribüne, die für die Gästefans reserviert ist und fasst knapp 2.000 Zuschauer. In die Dächer der Tribünen sind Plexiglasstreifen eingelassen, um eine bessere Lichtversorgung des Naturrasens zu gewähren.
Im Mai 2009 bekam das Stadion den RICS East of England Award vom Royal Institution of Chartered Surveyors verliehen.